# London Fog

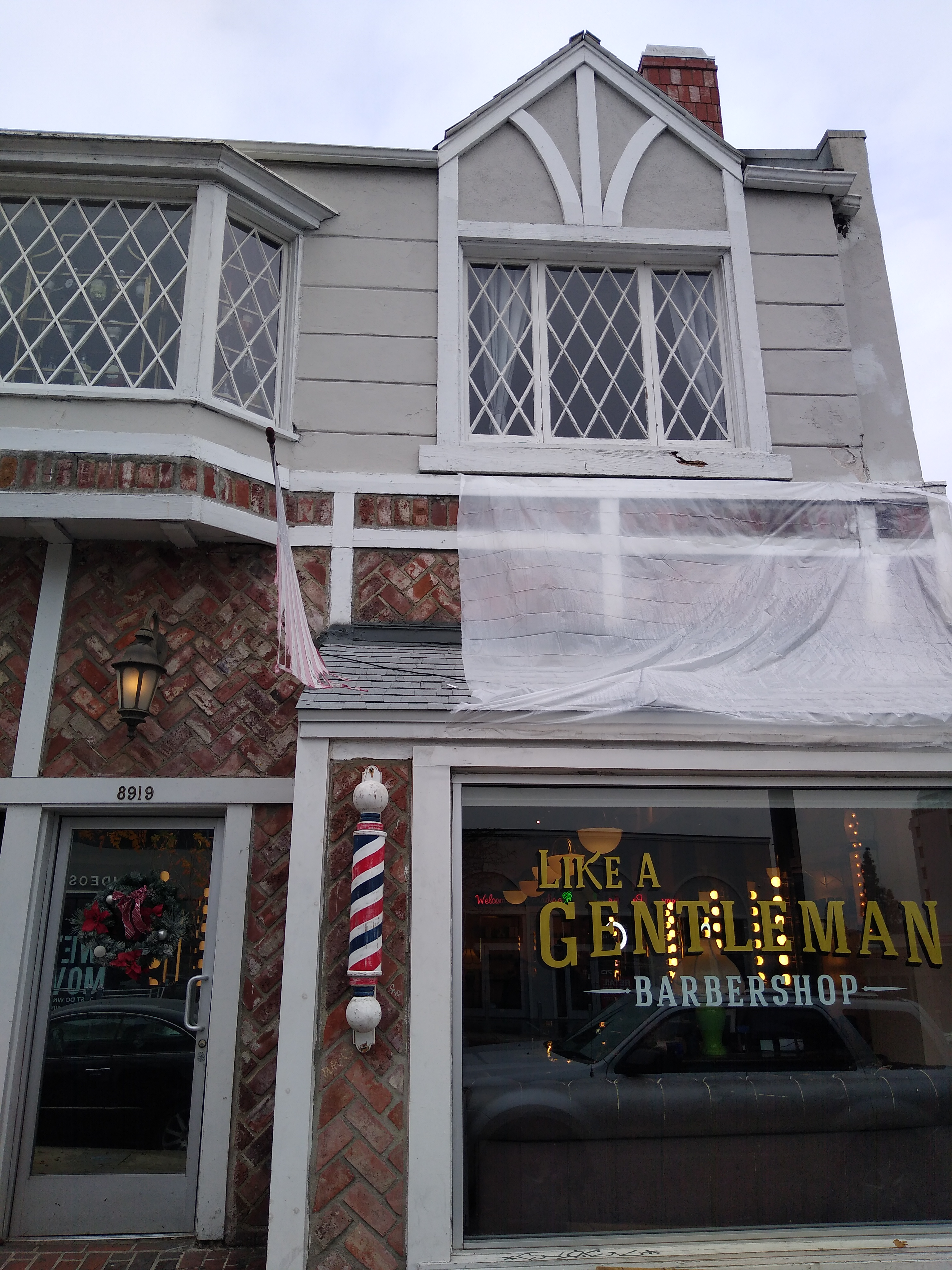
Partie du bâtiment où se trouvait le London Fog dans les années 1960, occupée en 2019 (date de la photo) par une échoppe de barbier.

Le London Fog (traduit littéralement par le « brouillard de Londres ») était une boîte de nuit des années 1960 du Sunset Strip, à West Hollywood, en Californie, aux États-Unis.

## Présentation
L'endroit doit sa réputation au groupe The Doors, qui y a donné durant quatre mois ses premières représentations régulières, au début de l'année 1966, avant de devenir un habitué du club voisin, le Whisky a Go Go.
Le London Fog n'existe plus : il a été d'abord remplacé par un bar chic, le Sneaky Pete's, puis par le Duke's Coffee Shop, l'actuel occupant des lieux.
Dans le film The Doors d'Oliver Stone, réalisé en 1991, les scènes décrivant le London Fog ont été tournées à un autre endroit qui allait devenir The Viper Room, en 1993, situé à un pâté de maisons à l’est de l'autre côté de la rue.